# Герольдсгаузен
Герольдсгаузен (нім. Geroldshausen) — громада в Німеччині, розташована в землі Баварія. Підпорядковується адміністративному округу Нижня Франконія. Входить до складу району Вюрцбург. Складова частина об'єднання громад Кірхгайм.
Площа — 10,40 км2. Населення становить 1334 ос. (станом на 31 грудня 2020).